# Synergo
Synergo een korfbalvereniging uit de stad Utrecht. Synergo speelt gemengd korfbal op het sportpark Loevenhoutsedijk in Utrecht, waar ook het clubhuis staat. In de zaal worden de thuiswedstrijden gespeeld in sporthal De Loevenhout gelegen op datzelfde sportpark. Het tenue bestaat uit een zwarte broek of rok en een rood shirt met blauwe zijbanen.

## Historie

### Oprichting
Synergo is een fusieclub opgericht op 17 juni 1996. De verenigingen DVS (Door Vriendschap Sterk) en Samos (Samenwerking Alleen Maakt Ons Sterk) gingen samen, omdat beide verenigingen kampten met teruglopende ledenaantallen. DVS werd op 29 april 1933 opgericht en Samos bestond al sinds 4 mei 1921. De naam Synergo is een verwijzing naar het woord synergie, dat op een positieve samenwerking duidt.

### Beginjaren
Het ledenaantal zakte tot ver onder de 200, maar al snel na de fusie begon het ledenaantal te groeien. Deze toeloop was mogelijk doordat rondom het Synergoveld veel jonge gezinnen kwamen wonen. Vooral uit de wijken Tuindorp, Tuinwijk en het nieuwe Voordorp kwamen veel nieuwe leden. Synergo wist veel jonge kinderen te interesseren voor korfbal. Na de millenniumwisseling groeide Synergo snel. In 2004 werd het honderdste jeugdlid ingeschreven. In 2023 heeft Synergo 400 leden, waarvan circa de helft jeugdleden.

## Heden
Synergo heeft in het seizoen 2022-2023 zeventien jeugdteams, deze spelen de wedstrijden op zaterdag. Van de twaalf seniorenteams spelen tien op zaterdag en twee op woensdagdag. Ook is er een recreantenteam dat toernooien speelt en dreumeskorfbal, waarbij kinderen onder de 5 jaar kennismaken met korfbal op de zaterdagochtend.

## Competitieresultaten[1]

### Zaalcompetitie 1997-2023
| 4 1E |

| 5 1E |

| 3 1F |

| 8 1D |

| 1 2D |

| 8 1C |

| 7 2D |

| 3 3C |

| 4 3C |

| 6 3C |

| 6 3G |

| 4 3M |

| 1 3G |

| 6 2C |

| 8 2H |

| 5 3H |

| 1 3L |

| 3 2H |

| 3 2F |

| 1 2D |

| 8 1F |

| 1 2E |

| 2 1D |

| 6** 1C |

| *** 1D |

| 2 1E |

| 1 1D |

| 6 OKA |

| Overgangsklasse | Eerste klasse | Tweede klasse | Derde klasse |

- **2019/20: Dit seizoen werd na 11 speelrondes stopgezet vanwege de uitbraak van het coronavirus. De eindstand op dat moment werd als eindstand gehanteerd.[2]
- ***2020/21: Dit seizoen werd niet gespeeld vanwege het coronavirus.

### Veldcompetitie 2001-2023
| 8 1D |

| 5 2C |

| 6 2D |

| 7 2D |

| 4 3C |

| 3 3C |

| 5 3E |

| 1 3M |

| 3 2E |

| 8 2E |

| 1 3E |

| 7 2E |

| 8 2E |

| 2* 3I |

| 2 2E |

| 1 2E |

| 6 1E |

| 3 1A |

| 3 1E |

| x** (2) 1C |

| x** (3) 1C |

| 2 1E |

| 1 1C |

| 1 HK 01 |

| Hoofdklasse | Overgangsklasse | Eerste klasse | Tweede klasse | Derde klasse | * Promotiewedstrijd gewonnen |

- **Dit seizoen werd stopgezet vanwege het coronavirus. De competitie kent geen eindstand en ook geen promotie of degradatie.[2]

In elke staaf van de grafiek staat van boven naar beneden vermeld: 
- Eindnotering

Dit is de positie die de club heeft bereikt in de competitie, zonder eventuele beslissingswedstrijden die nodig zijn geweest om bijvoorbeeld de kampioen of degradant van de competitie te bepalen.
In bovenstaand geval staat een * aangegeven met een verwijzing naar de legenda voor een korte uitleg.
Staat er xx op de positie van de notering, dan heeft de club vroegtijdig de competitie verlaten. Dit kan onder andere komen door terugtrekking van het team, faillissement van de club of door een uitgedeelde straf van de KNKV. In veel gevallen staat elders in het artikel de reden vermeld.
- Competitieniveau en/of afdelingsletter

Hierbij geeft het getal het niveau weer, dat ook terug te vinden is in de legenda. De letter is de afdelingsaanduiding en wordt gebruikt wanneer er meer afdelingen zijn op hetzelfde niveau. De afdelingsletter is altijd een hoofdletter en wordt meestal zonder nummer gebruikt.
Voorbeeld: 2F is niveau 2e klasse competitie F.
- Hoogte staaf

De hoogte wordt bepaald door het niveau van dat competitiejaar. Binnen dat niveau wordt de hoogte bepaald door de eindpositie van dat competitiejaar. Dit geldt alleen voor de top- en wedstrijdkorfbalklasses. De breedtekorfbalklasses en midweekklasses hebben maar één niveau.
Onder de staaf staat het jaartal vermeld waarin het seizoen is afgesloten. 15 verwijst naar het seizoen 2014/15 en/of eventueel op het seizoen 1914/15.